# Liste der Monuments historiques in Saulieu
Die Liste der Monuments historiques in Saulieu führt die Monuments historiques in der französischen Gemeinde Saulieu auf.

## Liste der Objekte
| Bezeichnung                                                                 | Beschreibung | Standort                         | Kennzeichnung | Schutzstatus | Datum | Bild           |
| --------------------------------------------------------------------------- | --- | -------------------------------- | ------------- | ------------ | ----- | -------------- |
| Sporn                                                                       | Eisen, 16. Jahrhundert; vor 2016 gestohlen | in der Kirche St-Andoche (Lage)  | PM21002135    | Classé       | 1922  |                |
| Kelch                                                                       | Silber, vergoldet, 17. Jahrhundert; aus der Kirche St-Saturnin; Verbleib unbekannt                                                                  | in der Kirche St-Andoche (Lage)  | PM21002145    | Classé       | 1972  |                |
| Adlerpult                                                                   | mit Unterschrank; Holz, Metall, 18. Jahrhundert | im Musée François Pompon (Lage)  | PM21007147    | Inscrit      | 2024  |                |
| Skulptur Schutzmantelmadonna                                                | Kalkstein, farbig gefasst, 15. Jahrhundert; aus dem Hospital                                                                                        | in der Kirche St-Andoche (Lage)  | PM21002146    | Classé       | 1907  | weitere Bilder |
| Glocke                                                                      | Bronze, 1601 gegossen | in der Kirche St-Andoche (Lage)  | PM21002137    | Classé       | 1943  |                |
| Pietà                                                                       | Kalkstein, 16. Jahrhundert; aus dem Hospital | in der Kirche St-Andoche (Lage)  | PM21002148    | Classé       | 1944  |                |
| Skulptur Heiliger Ambrosius                                                 | Holz, vergoldet, zweite Hälfte des 17. Jahrhunderts; aus dem Ursulinenkloster                                                                       | in der Kirche St-Andoche (Lage)  | PM21002129    | Classé       | 1913  |                |
| Skulptur Betende Madonna                                                    | Holz, farbig gefasst, 15. Jahrhundert | in der Kirche St-Andoche (Lage)  | PM21002125    | Classé       | 1907  |                |
| Glocke Andoche                                                              | Bronze, Erstguss 1534, Neugüsse 1655 und 1903 | in der Kirche St-Andoche (Lage)  | PM21002136    | Classé       | 1943  |                |
| Skulptur Sitzende Madonna mit Kind                                          | Kalkstein, 16. Jahrhundert | in der Kirche St-Andoche (Lage)  | PM21002134    | Classé       | 1919  |                |
| Kruzifix (1)                                                                | Holz, 17. Jahrhundert | in der Kirche St-Andoche (Lage)  | PM21002142    | Classé       | 1966  |                |
| Skulptur Stier                                                              | Bronze, postum um 1950 gegossen, Bildhauer François Pompon                                                                                          | Rue d’Argentine (Lage)           | PM21004830    | Inscrit      | 2009  |                |
| Skulptur Madonna                                                            | Kalkstein, farbig gefasst, 15. Jahrhundert | 39 rue Vauban (Lage)             | PM21002150    | Classé       | 1966  |                |
| Skulptur Stehende Madonna mit Kind (1)                                      | Kalkstein, farbig gefasst, zweite Hälfte des 16. Jahrhunderts; aus der Kirche St-Saturnin                                                           | in der Kirche St-Andoche (Lage)  | PM21002144    | Classé       | 1919  |                |
| Gemälde Der heilige Simon Stock empfängt das Skapulier von der Gottesmutter | Ölfarbe auf Leinwand, 18. Jahrhundert | in der Kirche St-Andoche (Lage)  | PM21002141    | Classé       | 1966  |                |
| Sarkophag                                                                   | Granit, gallo-römisch | im Musée François Pompon (Lage)  | PM21002151    | Classé       | 1901  |                |
| Gemälde Dreifaltigkeit                                                      | Ölfarbe auf Leinwand, 1711 von Claude Lebault | in der Kirche St-Andoche (Lage)  | PM21002126    | Classé       | 1907  |                |
| Skulptur Stehende Madonna mit Kind (2)                                      | Kalkstein, erste Hälfte des 16. Jahrhunderts; aus dem Hospital                                                                                      | in der Kirche St-Andoche (Lage)  | PM21002147    | Classé       | 1944  |                |
| Skulptur Heiliger Rochus (1)                                                | Holz, farbig gefasst, 17. Jahrhundert | in der Kirche St-Andoche (Lage)  | PM21002140    | Classé       | 1966  |                |
| Chorgestühl                                                                 | Holz, 14. Jahrhundert | in der Kirche St-Andoche (Lage)  | PM21002123    | Classé       | 1907  | weitere Bilder |
| Handschrift Missel de Charlemagne                                           | Handschrift: Pergament, 12. Jahrhundert; Einband: Elfenbein, 9. Jahrhundert; Beschläge: Silber, 15. Jahrhundert; im Musée François Pompon deponiert | in der Kirche St-Andoche (Lage)  | PM21002121    | Classé       | 1891  |                |
| Skulptur Heiliger Augustinus                                                | Holz, vergoldet, zweite Hälfte des 17. Jahrhunderts; aus dem Ursulinenkloster                                                                       | in der Kirche St-Andoche (Lage)  | PM21002130    | Classé       | 1913  |                |
| Skulptur Heiliger Rochus (2)                                                | Kalkstein, farbig gefasst, 15. Jahrhundert | in der Kirche St-Andoche (Lage)  | PM21002133    | Classé       | 1919  | weitere Bilder |
| Skulpturengruppe Unterweisung Mariens                                       | Holz, farbig gefasst. 17. Jahrhundert | in der Kirche St-Andoche (Lage)  | PM21002139    | Classé       | 1966  |                |
| Kruzifix (2)                                                                | Holz, 16. Jahrhundert | in der Kirche St-Andoche (Lage)  | PM21002143    | Classé       | 1966  |                |
| Gemälde Anbetung des Herzen Jesu                                            | Ölfarbe auf Leinwand, 1708 von Gabriel Revel | in der Kirche St-Andoche (Lage)  | PM21002138    | Classé       | 1944  |                |
| Gemälde Taufe Christi                                                       | Seide, bemalt, vergoldeter Holzrahmen, 18. Jahrhundert                                                                                              | in der Kirche St-Andoche (Lage)  | PM21002127    | Classé       | 1907  |                |
| Kanzel                                                                      | Holz, 18. Jahrhundert | in der Kirche St-Andoche (Lage)  | PM21002128    | Classé       | 1907  |                |
| Zwei Reliquiare in Kapellenform                                             | Metall, vergoldet, 1868 | in der Kirche St-Andoche (Lage)  | PM21005209    | Inscrit      | 2019  |                |
| Kleiner Andochus-Reliquiar                                                  | Holz, bemalt und vergoldet, 19. Jahrhundert | in der Kirche St-Andoche (Lage)  | PM21005210    | Inscrit      | 2019  |                |
| Sarkophag des heiligen Andochius                                            | Marmor, um 600 | in der Kirche St-Andoche (Lage)  | PM21002122    | Classé       | 1907  |                |
| Kruzifix (3)                                                                | Metall, vergoldet, Email, ohne Datierung | in der Kirche St-Andoche (Lage)  | PM21005215    | Inscrit      | 2019  |                |
| Skulptur Heilige Ursula                                                     | Holz, vergoldet, zweite Hälfte des 17. Jahrhunderts; aus dem Ursulinenkloster                                                                       | in der Kirche St-Andoche (Lage)  | PM21002132    | Classé       | 1913  |                |
| Reliquienbild (1)                                                           | Holz, vergoldet, Papier, 17. Jahrhundert | in der Kirche St-Andoche (Lage)  | PM21005213    | Inscrit      | 2019  |                |
| Skulptur Heilige Klara                                                      | Holz, vergoldet, zweite Hälfte des 17. Jahrhunderts; aus dem Ursulinenkloster                                                                       | in der Kirche St-Andoche (Lage)  | PM21002131    | Classé       | 1913  |                |
| Reliquienmonstranz des heiligen Andochus                                    | Metall, vergoldet, Halbedelsteine, 19. Jahrhundert                                                                                                  | in der Kirche St-Andoche (Lage)  | PM21005214    | Inscrit      | 2019  |                |
| Reliquienbild (2)                                                           | Klosterarbeit, vergoldeter Holzrahmen, 17. Jahrhundert                                                                                              | in der Kirche St-Andoche (Lage)  | PM21005211    | Inscrit      | 2019  |                |
| Gemälde Die mystische Hochzeit der heiligen Katharina von Siena             | Ölfarbe auf Holz, 1588 von André Menassier; nach Fra Bartolommeo                                                                                    | im Hospital (Lage)               | PM21002152    | Classé       | 1913  |                |
| Grabstein für Alexandre de Laloge und Reyne Terrion                         | Kalkstein, bezeichnet 1669 und 1701 | in der Kirche St-Saturnin (Lage) | PM21002149    | Classé       | 1907  |                |
| Reliquienbild Heilige Cäcilia                                               | aus dem 17. Jahrhundert | in der Kirche St-Andoche (Lage)  | PM21005212    | Inscrit      | 2019  |                |
| Grabstein für Hugues Guyon und Gerarde Colot                                | Kalkstein, 15. Jahrhundert | in der Kirche St-Andoche (Lage)  | PM21002124    | Classé       | 1907  |                |